# خط جداسازی

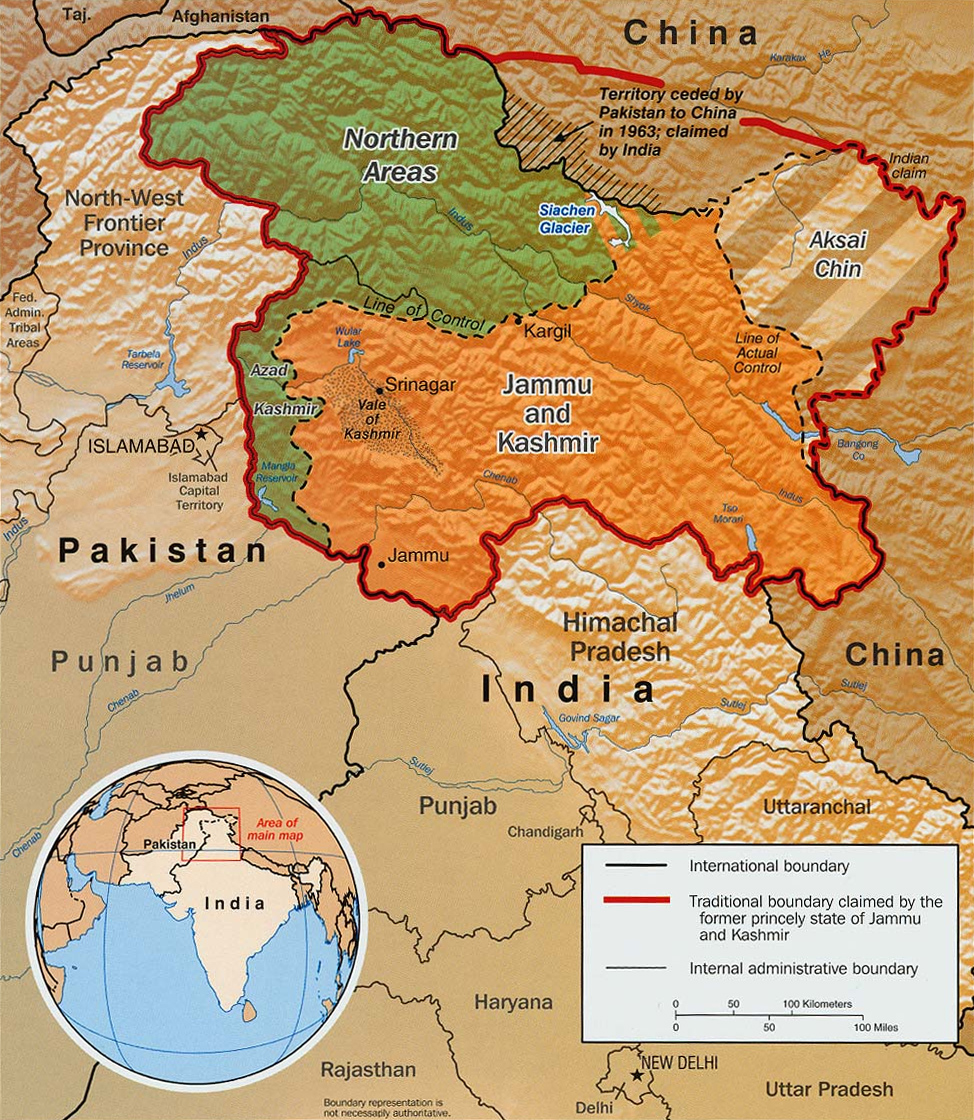
خط کنترل بین منطقه تحت کنترل هند (نارنجی‌رنگ) و پاکستان (سبزرنگ) و خط کنترل واقعی بین منطقه تحت کنترل هند و چین (هاشورخورده مورب) در منطقه کشمیر، دو نمونه از خطوط جداسازی

خط جداسازی (به انگلیسی: Demarcation line) یک مرز ژئوپلیتیکی است که اغلب در پی آتش‌بس یا ترک مخاصمه بین طرف‌های درگیر مورد توافق قرار گرفته است.
خط کنترل بین هند و پاکستان، خط مک‌ماهون و خط کنترل واقعی بین هند و چین و همچنین خط کرزن بین لهستان و اتحاد جماهیر شوروی سابق نمونه‌هایی از خط‌های جداسازی هستند.